# Horia-Roman Patapievici
Horia-Roman Patapievici (n. 18 martie 1957, București) este un scriitor, fizician, filosof și eseist român contemporan.

## Biografie
Tatăl său, Denis Patapievici, s-a mutat de la Cernăuți (acum în Ucraina) în Polonia ocupată, în 1940, după ce Uniunea Sovietică a ocupat Bucovina de Nord. 
Patapievici este căsătorit din 1981 și are un fiu, născut în 1989.
A fost arestat o zi în timpul revoluției române din 1989. A scris un manifest numit „În preajma ștreangului (istoria unei nopți)” referitor la acea zi, text anexat la ediția din 2006 a volumului Politice, publicat la editura Humanitas.

### Educație
A absolvit Facultatea de Fizică a Universității din București, în anul 1982, în 1981, obținând ulterior masteratul cu un studiu despre lasere .
Burse și granturi de cercetare:
- noiembrie - decembrie 1992: Tempus (European Community), Paris, École Pratique des Hautes Études;
- decembrie 1994 - iunie 1995: Stipendium zur wissenschaftlichen Aus- und Fortbildung in Deutschland (Deutscher Akademischer Austauschdienst, DAAD), Boppard-Frankfurt am Main, Goethe-Institut;
- September 1999: Eminescu Trust, Oxford, Oriel College.

### Activitate culturală
Patapievici a fost producător TV a două spectacole pentru TVR Cultural: 
- "Idei în libertate" (2002-2005) (Premiul Consiliului Național al Audiovizualului, CNA, pentru cea mai bună emisiune culturală a anului 2003; Marele Premiu al Asociației profesioniștilor de televiziune, APTR, 2004)
- "Înapoi la argument" (2006)

Începând cu anul 2004, Patapievici este director al unei reviste culturale, Idei în dialog, publicat de Academia Cațavencu..
În 17 martie 2012, Universitatea de Vest i-a oferit lui H.R.Patapievici distincția de Doctor Honoris Causa.
Alte titluri:
- Membru al Uniunii Scriitorilor din România
- Membru fondator al Grupului de cercetare Fundamentele Modernității Europene
- Membru de onoare al Institutului Ludwig von Mises

### Activitate publicistică
Debutul său ca un eseist a fost în 1992, în Revista Contrapunct, iar de atunci a avut contribuții diferite, inclusiv editoriale, în Revista 22 (1993-2003), LA & I (2003-2004), Dilema (acum Dilema Veche)(2004-2005), Orizont, Vatra, Secolul 20, ID-ul (din 2005) și Evenimentul Zilei (din 2006) .
Prezența lui Horia-Roman Patapievici în spațiul public românesc de după 1989 a stârnit uimire, curiozitate, admirație – și numeroase polemici. În timp ce pentru unii scrierile lui H.-R. Patapievici au cel mai adesea aerul unor sentințe , pentru alții scrierile lui H.-R. Patapievici au fost și rămân repere ale gândirii democratice romanești, analize percutante și riguroase ale patologiilor comuniste și post-comuniste .
„Elementul insolit care îl caracterizează pe autorul bucureștean este siguranța imperturbabilă pe care o afișează, atunci cînd se avîntă pe domenii intelectuale foarte distincte. Indiferent că e vorba despre chestiuni de filosofie,antropologie, hermeneutică, postmodernism, statut al minorităților, morală socială, anticomunism sau colaboratori ai fostei Securități, vocea lui se aude limpede și ferm în cetate. Este vocea unui om care își asumă foarte responsabil toate opiniile. Iar cuvintele lui țintesc puncte nevralgice ale mentalului contemporan” 
Cele mai importante scrieri ale sale sunt: 
- Cerul văzut prin lentila (Premiul pentru eseu al editurii Nemira, 1993; Premiul Uniunii Scriitorilor, 1995), Nemira, 1995, 1996, 1998; Polirom, 2002;
- Zbor în bătaia săgeții. Eseu asupra formării, Humanitas, 1995, 1996, 1997, 1998; trad. engl, CEU Press, 2002;
- Politice, Humanitas, 1996, 1997, 1998;
- Omul recent (Remarks on the Recentness in Man), Humanitas, București, 2001.

Într-un interviu cu Vlad Mixich, Patapievici descrie ca în “Zbor in bătaia săgeții” și “Cerul vazut prin lentilă” țin de fondul lexical ante-89, care era unul de nișă sociologică și nu de spațiu public și a folosit „un soi de limbaj privat” gândit înainte de 89, inventând, pornind de la neologisme, cuvinte ale limbii române care erau plauzibile, fiind inspirat de Călinescu. Mai mult, „Zbor în bătaia săgeții” era o scrisoare adresată partenerului său de invenție lingvistică, Dan Waniek.

Chiar și intr-un studiu despre Dante, Horia-Roman Patapievici reușește să stârnească polemici, cu toate că „Ochii Beatricei. Cum arăta cu adevărat lumea lui Dante?” a fost gîndită, inițial, pentru un auditoriu concret (ca serie de conferințe). Ioana Pârvulescu o consideră 
„o contribuție remarcabilă atît pentru iubitorii de știință, cît și pentru iubitorii de literatură”
. Totuși, cartea este aspru criticată de Laszlo Alexandru: 
„Interpretările deformate și nerealiste ale lui H.-R. Patapievici nu se datorează însă doar unei lecturi… exaltate a textului poetic, ci și nefrecventării bibliografiei mainstream a dantologiei italiene și străine. Eseistul (…) s-a avîntat în ipoteze hazardate, stimulate de febricitatea falselor intuiții ”

## Carieră
- 1985 - 1989 – cercetător științific principal (septembrie 1985 - decembrie 1989) la Întreprinderea de Cercetare și Producție Materiale Semiconductoare (I.C.P.M.S.–București)
- 1 octombrie 1990 - 1 octombrie 1994 – asistent universitar la Catedra de fizică a Institutului Politehnic din București
- 1 octombrie 1994 - 1 octombrie 1996 – Director al centrului de Studii Germane al facultății de filosofie din Universitatea București
- Din 1998 – editorialist al revistei "22"
- Din martie 2000 – Membru al colegiului de conducere al CNSAS (Consiliul Național pentru studierea arhivelor Securității)
- Între anii 2005-2012 a deținut funcția de președinte al Institutului Cultural Român[16],[17].

### Consiliul Național pentru Studierea Arhivelor Securității
În decembrie 1999, Patapievici a fost nominalizat de către Partidul Național Țărănesc Creștin Democrat pentru a fi membru al CNSAS, o instituție care are scopul de a studia dosarele Securității (serviciul secret din România din timpul regimului comunist).
Candidatura lui Patapievici a fost inițial respinsă de către Comisia parlamentară la un vot de opt la șase. În timp ce Patapievici a îndeplinit criteriile legale pentru poziție, candidatura sa a fost respinsă de membrii reprezentativi ai altor partide politice . Senatorul Cazimir Ionescu (Partidul Democrat), a cărui acțiune post-revoluționară a fost criticată anterior în una din cărțile lui Patapievici, a avut un rol un rol principal în respingerea candidaturii lui Patapievici, susținând că cererea lui ar putea aduce o atitudine sfidătoare și revanșardă a comitetului.
În urma insistentelor Partidului Național Țărănesc, problema candidaturii lui Patapievici a fost redeschisă la sfârșitul lunii ianuarie , comisia parlamentară aprobând candidatura sa, în ciuda unei disidențe a Partidul România Mare reprezentat de Dumitru Bălăeț, care l-a acuzat Patapievici de lipsa de patriotism bazându-se pe una din scrierile sale anterioare, cartea sa Politice.
Consiliul a cunoscut unele dificultăți în obținerea unor documente din arhiva Serviciul Român de Informații  și din această cauză, Patapievici împreună cu Mircea Dinescu și Andrei Pleșu, au început boicotarea Consiliului în octombrie 2001, în același timp cerând acces deplin la arhiva SRI .
Activitatea Consiliului, care a investigat foști colaboratori ai Securității, a atras critici din partea Partidul România Mare (de extremă dreaptă). Daniela Buruiană a susținut că Patapievici, Dinescu și Pleșu ajută serviciile secrete străine care doresc să discrediteze statul român, determinându-i să anunțe că o vor da în judecată.
În septembrie 2002, Consiliul a decis să publice o listă de foști ofițeri de Securitate care au fost implicați în poliție politică. Serviciul Român de Informații inițial s-a opus acestei inițiative,, dar în urma unei întâlniri între Consiliu și SRI, au ajuns la un acord. Cu toate acestea, Patapievici a argumentat că consiliul este blocat din motive politice.
În luna următoare, Patapievici, împreună cu Pleșu și Dinescu, au încercat să schimbe șeful Consiliului, Gheorghe Onișoru, care, au argumentat ei, este de partea SRI în încercarea de a deschide mai multe fișiere a Securității, dar nu au reușit în asigurarea a șase voturi necesare din unsprezece ,.
Activitatea Consiliului a continuat lent, cu publicarea primei liste de 33 de ofițeri ai Securității, în octombrie 2003 . Au fost câteva încercări de excludere a trio-ul Patapievici, Pleșu și Dinescu, mai ales din partea Partidului Social-Democrat și Partidului România Mare , dar în cele din urmă aceste partide au cedat în fața presiunii publice și au anulat presiunile.
Înainte de alegerile prezidențiale din 2004, Consiliul a decis că Corneliu Vadim Tudor nu a fost un informator de Securitate, cu o minoritate care s-a opus (Patapievici, Pleșu, Dinescu și Secasiu). Pleșu și Dinescu au demisionat în semn de protest și Patapievici, a anunțat că va face același lucru după alegeri .

### Institutul Cultural Român
În ianuarie 2005, Traian Băsescu, președintele nou-ales din România, l-a numit pe Patapievici în funcția de șef al Institutul Cultural Român (ICR), înlocuind după o normă de 15 ani pe Augustin Buzura . Cu toate că, prin statut, această poziție este numită direct de către președintele român, care este președinte de onoare al ICR, unii adversarii politici au criticat metoda de numire, argumentând că procesul se desfășoară fără concurență sau o dezbatere .
Patapievici a început o reformă în interiorul Institutului, cu o nouă viziune în care Institutul se va concentra pe facilitarea schimburilor culturale și de mediere culturală, și nu pe producerea de cultura . 
„Sarcina mea este să fac cunoscută peste hotare cultura română. Nu ceea ce cred unii că este cultura română ori ceea ce cred alții că nu este ea. Nu este rolul vreunei instituții să decidă ce anume din cultura română de azi este cu adevărat românesc și ce nu este cu adevărat românesc ”
Ca parte din eforturile sale de reformă, Institutul a decis să suspende șapte din nouă reviste publicate anterior, pe motiv că revistele finanțate din bani de la buget au fost nesustenabile financiar în fața creșterii pierderilor lunare, a scăderii circulației și a creșterii costurilor de publicare, provocând un protest al redacțiilor..
„Pentru ca nu se vindea, revistei Cultura i s-a redus tirajul de la opt mii de exemplare la cinci mii, inca sub administratia lui Augustin Buzura. Cind am venit eu la Institut, dintr-un tiraj de 5.000 de exemplare, 2.200 se duceau direct in subsol. (...) Toate publicatiile institutului, cu exceptia a doua sau trei dintre ele (Lettre internationale, Contrafort), au fost suspendate pentru ca erau produse direct pe stoc. (...) Am suspendat aproape toate publicatiile si i-am somat pe toti cei implicati in producerea lor sa vina cu proiecte noi, mai vii si mai rentabile. (...)”
Activitatea din ultimii ani a Institutului Cultural Român a fost apreciată la nivel european, H.R.Patapievici fiind ales la conducerea rețelei institutelor culturale europene (EUNIC) a cărei președinție a deținut-o până în 2011. EUNIC este un organism constituit la propunerea British Council din care fac parte cele mai prestigioase institute culturale europene (Institutul Cervantes, Institutul Francez, Goethe Institut, etc.).
Ultimul succes notabil al activitații ICR este alegerea României ca invitată de onoare a Salonului International de Carte de la Paris, în 2013.
În ultimii doi ani, prin intermediul activitatilor ICR, Gheorghe Zamfir a cântat la Bruxelles, Tudor Gheorghe la Chișinău, iar ansamblul Raro a concertat la Carnegie Hall în New York și la Wigmore Hall în Londra. ICR Lisabona a gazduit o expoziție de icoane bizantine.
Prin programele ICR au fost traduși zeci de autori români (259 de titluri) printre care Mircea Cărtărescu, Eugen Barbu, Filip Florian, Dan Lungu, Varujan Vosganian sau Alina Mungiu-Pippidi. In prezent ICR are deschise reprezentanțe în 17 orase din întreaga lume (la New York, Paris, Istanbul, Stockholm, Chișinău, Londra, Viena etc.).
În iune 2012 guvernul condus de Primul Ministru Victor Ponta a transferat ICR în subordinea Senatului României printr-o ordonanța de urgență . Această decizie a atras critici de încercare de politizare a Institutului, provocând o manifestație de solidaritate cu conducerea ICR, numită Mișcarea Papioanelor de organizatorul protestului, Asociația Română pentru Cultură, Educație și Normalitate (ARCEN) . La rectificarea bugetară, Guvernul a redus bugetul ICR pe 2012, de 43 de milioane RON, cu 14,5 milioane RON, producând Institutului un deficit de 5 milioane RON .
Pe 1 august 2012, Horia-Roman Patapievici a anunțat demisia în bloc a conducerii (argumentând decizia într-o conferința de presă pe 2 august), precizând că se va asigura doar interimatul până la numirea de Senatul României a unei noi conduceri pentru ICR și denunțând politizarea instituției..
Președintele Traian Basescu a decorat pe 9 mai 2014 (cu ocazia sărbătoririi Zilei Europei), cu Ordinul Național "Serviciul credincios" în grad de cavaler pe scriitorul Horia Roman Patapievici, decret publicat în Monitorul Oficial în octombrie 2010. Potrivit acestui decret, decorația i-a fost acordată lui Patapievici la propunerea Ministrului Culturii, "în semn de înaltă apreciere pentru contribuția avută în domeniul istoriei ideilor, pentru talentul și originalitatea dovedite în cercetarea marilor teme ale culturii contemporane, contribuind, pe această cale, la animarea vieții intelectuale românești și la promovarea libertății de gândire și exprimare în acord cu principiile democrației".
Ceremonia a fost organizată în contextul în care premierul Victor Ponta a refuzat să contrasemneze decretele prin care erau decorați membrii fostei conduceri a Institutul Cultural Român, acuzandu-i de neonazism, fascism și atitudini anti-românești, motiv pentru care președintele a sesizat Curtea Constituțională, iar Mircea Mihăieș a decis să-l dea in judecată pe șeful Guvernului .

## Opinii politice
De către prieteni este etichetat ca „intelectual conservator de dreapta”, de către dușmani „intelectualul lui Băsescu”.
Patapievici este un susținător al politicilor economice libertariene, argumentând că este cel mai eficient remediu împotriva lenei de gândire.
În 2006, în timpul unei dezbateri asupra modului de afișare a icoanelor ortodoxe creștine în sălile de clasă, el a apărat un astfel de afișaj, etichetând oamenii care s-au opus ca „fanatici ai drepturilor omului”.
În „Omul recent”, Patapievici are o critică a ideologiilor moderne, inclusiv socialismul, multiculturalismul și post-modernismul, susținând că singura cale de separare a "răutății" din societatea modernă este de a reveni la creștinismul tradițional.

Referitor la regimurile totalitare, într-o discuție despre cartea lui Timothy Snyder „Bloodlands. Europe Between Hitler and Stalin” (Basic Books, 2010), declară:
„Ceea ce face răul totalitar un rău intrinsec ilimitat ține de faptul că la originea sa se află setea de a nimici fizic chipul lui Dumnezeu imprimat în chip metafizic în condiția umană ”
El a avut întotdeauna o relație bună cu președintele Traian Băsescu, pe care l-a apărat atunci când, în 2007, Parlamentul a început o procedură de suspendare, dar acuza dezacordurile dintre președinte și prim-ministru pe Constituția română. Criticii lui Băsescu i-au etichetat pe Patapievici, Gabriel Liiceanu, și Vladimir Tismăneanu ca Intelectuali lui Băsescu, etichetă respinsă de cei trei.
Ca motivație pentru partizanatul politic, consideră că trăiește un război inițiat de partidele politice care vor să ajungă la putere, un război civil, în care viața „a devenit irespirabilă pentru majoritatea românilor”. Cu toate acestea, Patapievici nu este membru al vreunui partid.

## Controverse

### Extremism
Gabriel Andreescu îl califică drept autor al unei cărți reacționare și drept facilitant al extremismului.
„Cel care a transformat atitudinea antiminoritară, homofobia și antimulticulturalismul într-un larg succes cultural este Horia-R. Patapievici.”—Gabriel Andreescu, Extremismul de dreapta în România

### Volumul „Politice”
Anumite afirmații din volumul Politice au produs iritare prin conținut defăimător la adresa României și a poporului român.
Patapievici relatează că această corespondență a avut loc în 1990-1991, iar el a publicat-o în 1996 cu mențiunea expresă că exprimările cele mai excesive nu îl mai reprezintă și că le-a păstrat pentru a oferi cititorilor „o mărturie veridică a convulsiilor sociale de la începutul anilor 1990”. Considerându-se ținta unei campanii de defăimare orchestrate împotriva sa, Patapievici a făcut plângere la CNA împotriva postului de televiziune Antena 3, el considerându-se portretizat într-o manieră falsă.
Patapievici despre români și dragostea de țară:
- „Radiografia plaiului mioritic este ca a fecalei: o umbră fără schelet, o inimă ca un cur, fără șira spinării”,
- „un popor cu substanța tarată. Oriunde te uiți, vezi fețe patibulare… guri vulgare, trăsături rudimentare”,
- „Românii nu pot alcătui un popor fiindcă valorează cât o turmă”

Totuși, referitor la dragostea de țară, în Zbor în bătaia săgeții spune că 
„din dragoste nu poți ieși altfel decât jupuit”
În 2008 declara că dragostea de țară
„E un consimțământ care trece dincolo de ființa ta într-un fel, ca și iubirea adevărata. Nu e ceva pe care sa-l declari. Și nici nu e ceva despre care sa spui: «acum fac asta pentru țara mea». Asta e o aberație. Ci tot ce faci, în virtutea firescului tău profund e ceva pentru țara ta.”
Despre limba română: 
„Româna este o limbă în care trebuie să încetăm să mai vorbim sau ... să o folosim numai pentru înjurături ... ”—H. R. Patapievici, Politice, ediția 1996, pag. 64
Istoria românilor: 
„Toată istoria, mereu, peste noi a urinat cine a vrut. Cînd i-au lăsat romanii pe daci în forma hibridă strămoșească, ne-au luat în urină slavii: se cheamă că ne-am plămădit din această clisă, daco-romano-slavă, mă rog. Apoi ne-au luat la urinat la gard turcii: era să ne înecăm, așa temeinic au făcut-o. Demnitatea noastră consta în a ridica mereu gura zvîntată, iar ei reîncepeau: ne zvîntam gura la Călugăreni, ne-o umpleau iar la Războieni și așa mai departe, la nesfîrșit. Apoi ne-au luat la urină rușii, care timp de un secol și-au încrucișat jetul cu turcii, pe care, în cele din urmă, avînd o bășică a udului mai mare (de, bețiile...) i-au dovedit.”—H. R. Patapievici, Politice, ediția 1996, pag. 63
Cultura românilor: 
„Puturoșenia abisală a stătutului suflet românesc... spirocheta românească își urmează cursul pînă la erupția terțiară, subreptice, tropăind vesel într-un trup inconștient, pînă ce mintea va fi în sfîrșit scobită: inima devine piftie, iar creierul un amestec apos.”—H. R. Patapievici, Politice, ediția 1996, pag. 49

### Despre Eminescu
Un pasaj referitor la Eminescu din „Inactualitatea lui Eminescu în anul Caragiale”, nu conține o condamnare a sa, ci a celor care, din motive „progresiste” (adică oportuniste), se dezic de modelul său cultural ,
„Vreau însă să spun câteva cuvinte despre tema „Patapievici - detractorul lui Eminescu”. Am publicat în 2002 un articol care conținea următoarele fraze: „Într-o epocă în care viziunile mai sunt licite doar la cinema ș…ț, Eminescu nu ne mai poate apărea decât ca exasperant de învechit. Or, se știe, supremul argument împotriva cuiva, azi, este sentința «ești învechit ». Iar cultura română din ultimii ani, în lupta pentru integrare euro-atlantică, nu dorește decât să scape de tot ce este «învechit» - adică să fie progresistă. Pentru nevoia de chip nou a tinerilor care în cultura română de azi doresc să-și facă un nume bine văzut în afară, Eminescu joacă rolul cadavrului din debara. Sec spus, Eminescu nu mai este azi actual deoarece cultura română, azi ca și ieri, se dovedește a nu fi decât o cultură de sincronizare. Ea încă nu își permite să nu fie în pas cu módele.”

### Controversa videocasetei cu sex
În ziua alegerilor prezidențiale din 2009, ziarul spaniol La Vanguardia a publicat un interviu în care Patapievici a fost întrebat despre o înregistrare video, care a fost difuzată în mod repetat în presa românească, reprezentând-ul pe Băsescu că ar fi lovit un băiat de 10 ani. Patapievici a spus că eroarea lui Băsescu a fost că el nu a negat imediat, deși Băsescu a împins numai copilul.
În continuare, Patapievici a relatat despre o presupusă înregistrare video cu tentă sexuală, avându-l ca protagonist pe Mircea Geoană, comparând apoi incidentul cu scandalul Monica Lewinsky, și a adăugat că președintele Traian Băsescu a refuzat să utilizeze o caseta oferită în campania electorala. 
Aceasta l-ar fi reprezentat pe Mircea Geoană cum primește sex oral: Apropo, știu din surse sigure că o caseta care-l prezintă pe Mircea Geoană cum primește sex oral a fost oferita lui Băsescu, care a refuzat să-o folosească. El este un om cinstit, ai încredere în mine.
În timp ce intervievatorul spaniol mai târziu a clarificat faptul că Dl. Patapievici n-a menționat existența vreunei casete privindu-l pe dl. Geoană: el a spus doar că d-lui Băsescu i s-a oferit o astfel de casetă și a refuzat-o. N-a vorbit despre videocasete - adevărate sau false sau care există sau nu - ori îndreptate împotriva cuiva, ci despre atitudinea morală a d-lui Băsescu, traducerea din limba spaniolă a interviului, a fost întâmpinată cu o reacție puternică din partea lui Mircea Geoană, care a numit-o "o minciună sinistră" și Victor Ponta, care a numit declarația "neglijentă". Purtătorul de cuvânt al lui Traian Băsescu, Sever Voinescu, a negat faptul că echipa de campanie a fost vreodată conștienta de un astfel de video . Purtătorul de cuvânt al Președinției române, Valeriu Turcan, a negat, de asemenea, că Băsescu sau personalului său de campanie a avut o astfel de înregistrare.
Ca răspuns la acuzații, Patapievici a susținut că cuvintele lui au fost neînțelese și scoase din context de către acuzatorii săi, clarificând într-o declarație că el a pomenit de existența casetei pentru a sublinia diferența dintre atitudinea adversarilor președintelui și cea a lui Băsescu însuși.

## Afilieri
- Grupul pentru Dialog Social
- New Europe College (N.E.C.), România
- Societatea Academică Română (S.A.R.) (membru fondator)
- Uniunea Scriitorilor din România
- PEN Club Român
- Liga română de presă
- Institutul de Cercetări Interdisciplinare Româno-Germane (ICIRG: Deutsch-Rumänisches Interdisziplinäres Forschungsinstitut)
- Fundația Culturală Europeană (EKS: Europäische Kulturstiftung)
- Institutul Ludwig von Mises Romania (www.misesromania.org)

## Premii și distincții
- 1993 – Premiul pentru eseu al Editurii Nemira
- 1995 – Premiul pentru debut al Uniunii Scriitorilor
- 1995 – Premiul pentru jurnalism al revistei Cuvântul
- 1995 – Omul anului desemnat de revista Cuvântul
- Ofițer al Ordinului Artelor și Literelor - Republica Franceză
- 1995 - Premiul “Alexandra Indries” din partea «Societății Timișoara»
- 1999 - La Médaille (avec brevet) : “Timișoara 10 ans de ville libre du communisme”
- 2001 - Premiul pentru eseu din partea Uniunii Scriitorilor pentru „Omul recent”.
- 2001 - Premiul pentru eseu din partea revistei culturale Cuvântul pentru „Omul recent”.
- 2002 - Premiul pentru eseist român al Asociației Editorilor din România pentru „Omul recent”.
- 2002 - Premiul pentru Literatura din partea revistei Flacăra.
- 2002 - Premiul “Speranța” din partea Societatea și ziarul Timișoara.
- 2003 - Premiul CNA pentru cea mai buna emisiune culturala a anului pentru emisiunea „Idei în libertate”.
- 2005 - Marele premiu al Profesioniștilor de Televiziune.
- 2005 - Premiul pentru eseu din partea Uniunii Scriitorilor pentru „Ochii Beatricei”. Cum arăta cu adevărat lumea lui Dante...

## Publicații

### Volume publicate
- 1995 - Cerul văzut prin lentilă, eseuri, Editura Nemira, București
- 1995 - Zbor în bătaia săgeții, Bildungsroman, Editura Humanitas, București
- 1996 - Politice, Editura Humanitas, București, diverse eseuri politice, scrisori către Alexandru Paleologu, editoriale publicate inițial în Revista 22
- 1997 - Nézz vissza haraggal. A románokról – roman szemmel (Az előszót Konrád György írta) (Uita-te înapoi cu furie. Românii - ochii românilor), Budapesta, Pont/Kiadó
- 2001 - Omul recent, Editura Humanitas, București [70][71]
- 2004 - Discernământul modernizării, Editura Humanitas, București
- 2004 - Ochii Beatricei sau cum arată cu adevărat lumea lui Dante, Editura Humanitas, București
- 2007 - Despre idei și blocaje - Editura Humanitas, București
- 2010 - Ultimul Culianu - Editura Humanitas, București
- 2015 - Partea nevăzută decide totul - Editura Humanitas, București
- 2018 - Două eseuri despre paradis - Editura Humanitas, București
- 2019 - Anii urii - Editura Humanitas, București

### Audiobook-uri
- 2003 - Spărtura din cer, Humanitas Multimedia
- 2004 - Schimbarea subiectului − o reverie, Humanitas Multimedia
- 2007 - Despre scris, ascultare și imaginație, Humanitas Multimedia
- 2008 - Înapoi la argument, Humanitas Multimedia

### Contribuții la volume colective
- Istoria unei idei: non-separabilitatea (The History of an Idea: Non-Separability). În: Bohm - D. Plenitudinea lumii și ordinea ei (Ed. Humanitas, București, 1995), pag. 7-25.
- Ioan Petru Culianu: o mathesis universalis (I. P. Couliano: A Mathesis Universalis). În: Culianu, I. P. - Gnozele dualiste ale Occidentului (Ed. Nemira, București, 1995), pag. 345-378.
- A Theory of the Internal Medium. An Essay on the Reality of Philosophical Imaginary Concept in Exact Sciences. În: New Europe College Yearbook, 1994 (Ed. Humanitas, București, 1996), pag. 43-91.
- Metafizica națiunii în act este o politică (The Metaphysics of Nationality is Politics In Actu). În: Andreescu, G. (ed.) - România versus România (Ed. Clavis, București, 1996), pag. 174-193.
- Anatomia unei catastrofe (The Anatomy of a Catastrophe). În: Chimet, Iordan (ed.) - Momentul adevărului (Ed. Dacia, Cluj, 1996), pag. 168-183.
- E. M. Cioran: Entre le démon fanfaron et le barbare sous cloche. Lectures de Cioran, textes réunis par Norbert Dodille et Gabriel Liiceanu, L’Harmattan, 1997: 61-67 (in French).
- Dialogul generalizat al ideilor (The Generalized Dialogue of Ideas). În: Antohi, Sorin and Crăiuțu, A. (Eds.) - Pentru o filosofie a dialogului. Eseuri în onoarea lui Mihai Șora (Festschrift Mihai Șora) (Ed. Nemira, București, 1997), pag. 206-232.
- Galileo Galilei: o carte despre destinul lui în cultura română (Galileo Galilei: a book about his destiny in Romanian culture). În: Stratan, Gh. - Galileu! O, Galileu! (Ed. Logos, București, 1997), pag. 186-197.
- Ludwig von Mises: un aliat împotriva bigotismului intelectual (Introduction to Mises, Ludwig von). În Economic Policy. Thoughts for Today and Tomorrow (Ed. Nemira, București, 1998).
- Reinventând Europa; interviuri acordate Roxanei Sorescu de către Eva Behring, Paul Cornea, Alexandru George, Victor Neumann, Horia-Roman Patapievici, Andrei Pleșu, Violette Rey și Leon Volovici ; pref. si postf. de Roxana Sorescu; Du Style, 1998;
- După-amiezele cetății : caietele anului 2000, coord. de Gabriela Tabacu; Alexandru Paleologu, Gabriel Liiceanu, Horia-Roman Patapievici, Prea Sfinția Sa Chrysostomos - arhiepiscop de Etna, Juan Francisco Ortiz, Nicu Alifantis și formația corală "Da Capo"; Editura Universitara Ion Mincu, 2001;
- O lume dispărută. Patru istorii personale urmate de un dialog cu Horia-Roman Patapievici. Contributori: Ion Manolescu, Paul Cernat, Angelo Mitchievici, Ioan Stanomir; Ed. Polirom, 2004;
- Cartea cu bunici, coord. de Marius Chivu -  Gabriela Adameșteanu, Radu Afrim, Iulia Alexa, Adriana Babeți, Anamaria Beligan, Adriana Bittel, Ana Blandiana, T. O. Bobe, Lidia Bodea, Emil Brumaru, Alin Buzărin, Alexandru Călinescu, Matei Călinescu, Daniela Chirion, Livius Ciocârlie, Adrian Cioroianu, Alexandru Cizek, Andrei Codrescu, Denisa Comănescu, Radu Cosașu, Dana Deac, Florin Dumitrescu, B. Elvin, Cătălin Dorian Florescu, Filip Florian, Matei Florian, Șerban Foarță, Emilian Galaicu-Păun, Vasile Gârneț, Cristian Geambașu, Dragoș Ghițulete, Cristian Ghinea, Bogdan Ghiu, Stela Giurgeanu, Adela Greceanu, Bogdan Iancu, Nora Iuga, Doina Jela, Alexandra Jivan, Ioan Lăcustă, Florin Lăzărescu, Dan Lungu, Cosmin Manolache, Anca Manolescu, Angela Marinescu, Virgil Mihaiu, Mircea Mihăieș, Călin-Andrei Mihăilescu, Dan C. Mihăilescu, Vintilă Mihăilescu, Ruxandra Mihăilă, Lucian Mîndruță, Adriana Mocca, Cristina Modreanu, Ioan T. Morar, Ioana Morpurgo, Radu Naum, Ioana Nicolaie, Tudor Octavian, Andrei Oișteanu, Radu Paraschivescu, Horia-Roman Patapievici, Dora Pavel, Irina Petraș, Cipriana Petre, Răzvan Petrescu, Marta Petreu, Andrei Pleșu, Ioan Es. Pop, Adina Popescu, Simona Popescu, Radu Pavel Gheo, Tania Radu, Antoaneta Ralian, Ana Maria Sandu, Mircea-Horia Simionescu, Sorin Stoica, Alex Leo Șerban, Robert Șerban, Tia Șerbănescu, Cătălin Ștefănescu, Pavel Șușară, Iulian Tănase, Antoaneta Tănăsescu, Cristian Teodorescu, Lucian Dan Teodorovici, Călin Torsan, Traian Ungureanu, Constanța Vintilă-Ghițulescu, Ciprian Voicilă, Sever Voinescu; Ed. Humanitas, 2007;
- Sensuri metafizice ale crucii - Gabriel Liiceanu, Anca Manolescu, Andrei Pleșu, Horia-Roman Patapievici; Ed. Humanitas, 2008;
- Cărțile care ne-au făcut oameni, coord. de Dan C. Mihăilescu - Ana Blandiana, Lucian Boia, Mircea Cărtărescu, Ștefan Câlția, Livius Ciocârlie, Andrei Cornea, Neagu Djuvara, Gabriel Liiceanu, Nicolae Manolescu, Mihai Măniuțiu, Horia-Roman Patapievici, Ioana Pârvulescu, Irina Petrescu, Andrei Pleșu, Victor Rebengiuc, Alex Ștefănescu, Valeriu Stoica, Ion Vianu; Ed. Humanitas, 2010;
- Casele vieților noastre - Gabriel Liiceanu, Adriana Bittel, Ana Blandiana, Andrei Pleșu, Antoaneta Ralian, Barbu Cioculescu, Dan C. Mihăilescu, Gabriela Tabacu, Horia-Roman Patapievici, Ioana Pârvulescu, Micaela Ghițescu, Monica Pillat, Radu Paraschivescu, Tania Radu, Victor Ieronim Stoichiță; Ed. Humanitas, 2014;
- O idee care ne sucește mințile - Andrei Pleșu, Horia-Roman Patapievici, Gabriel Liiceanu, Editura Humanitas, 2014 [72]
- Cartea simțurilor, coord. de Dan C. Mihăilescu - Gabriel Liiceanu, Mihai Măniuțiu, Dan C. Mihăilescu, Angelo Mitchievici, Horia-Roman Patapievici, Tania Radu, Antoaneta Ralian, Cătălin Ștefănescu, Ana Barton, Adriana Bittel, Ana Blandiana, Mircea Cărtărescu, Ioana Nicolaie, Radu Paraschivescu, Ioana Pârvulescu, Constantin Coman, Horea Paștină, Monica Pillat, Andrei Pleșu, Mihai Sârbulescu, Victor Ieronim Stoichiță; Ed. Humanitas, 2015;
- Bucureștiul meu - Andrei Pleșu, Dan C. Mihăilescu, Ioana Pârvulescu, Tatiana Niculescu, Radu Paraschivescu, Gabriela Tabacu, Horia-Roman Patapievici, Anamaria Smigelschi, Andreea Răsuceanu, Dan Petrescu, Monica Pillat, Andrei Crăciun, Ioana Nicolaie, Adriana Bittel, Corina Ciocârlie, Marius Constantinescu, Mircea Cărtărescu, Neagu Djuvara; Ed. Humanitas, 2016;
- Cum să fii fericit în România, coord. de  Oana Bârna, texte de Gabriel Liiceanu, Ioana Pârvulescu, Radu Paraschivescu, Tatiana Niculescu, Anamaria Smigelschi, Andrei Pleșu, Adriana Bittel, Dan Tăpălagă, Jean A. Harris, Vlad Zografi, Clotilde Armand, Ariana Rosser Macarie, Andreea Răsuceanu, Andrei Cornea, Monica Pillat, Mihaela Coman, Horia-Roman Patapievici; Ed. Humanitas, 2017;

### Traduceri
- David Bohm - Plenitudinea lumii și ordinea ei (Ed. Humanitas, București, 1995) (titlul original: The Wholeness and the Implicate Order, 1980)

### Interviuri
- „Institutul Cultural Roman este fie debil, fie neputincios“. Interviu cu Horia-Roman PATAPIEVICI, Ovidiu Șimonca, Observator cultural - numărul 263, aprilie 2005
- HORIA-ROMAN PATAPIEVICI: Am fost un adolescent foarte turbulent Arhivat în 1 februarie 2014, la Wayback Machine., 24 noiembrie 2009, Alice Nastase Buciuta, Revista Tango
- H.-R. Patapievici: „ICR este un succes major pentru societatea românească“, Alina Purcaru, Observator cultural - numărul 580, iunie 2011
- VIDEO Horia Roman Patapievici, președintele Institutului Cultural Român: „Nu poți să începi discuția prin «ba pe-a mă-tii!»”, 1 iulie 2011, George Rădulescu, Adevărul
- Horia-Roman Patapievici, președintele Institutului Cultural Român: „Unificăm piețele culturale românești“, 18 ianuarie 2012, Andrei Rizescu, Adevărul